# Нектарий Пелагонийски
 Тази статия е за епископа.  За светеца вижте Нектарий Битолски.  
Нектарий  (на гръцки: Νεκτάριος) е православен духовник, митрополит на Вселенската патриаршия.

## Биография
Произхожда от Мудания и вероятно служи като протосингел на Пелагонийската митрополия.
През февруари 1788 година е избран и по-късно ръкоположен за пелагонийски митрополит. Митрополит Нектарий е споменат в антиминс от 1789 година.
С помощта на митрополит Нектарий в 1794 година Даниил Москополец издава своя Четириезичен речник. На корицата на книгата Нектарий е титулуван „Пелагонийски митрополит, ипертим и екзарх на цяла Българска Македония“ (Μητροπολίτης Πελαγονίας, Υπέρτιμος καί Έξαρχος πάσης Βουλγαρικής Μακεδονίας).
През юни 1803 година митрополит Нектарий подписва последен сигилия за сливане на Гиромерийската и Парамитийската в една епархия.
Умира в 1809 година.